# Лейксайд (град, Орегон)
Лейксайд (на английски: Lakeside) е град в окръг Кус, щата Орегон, САЩ. Лейксайд е с население от 1371 жители (2000) и обща площ от 5,9 km². Намира се на 8,5 m надморска височина. ЗИП кодът му е 97449, а телефонният му код е 541.